# Портрет Сюзанны Блох
«Портрет Сюзанны Блох» (фр. Portrait de Suzanne Bloch) — картина испанского и французского художника Пабло Пикассо, написанная маслом на холсте в 1904 году, в конце голубого периода. Хранится в Художественном музее Сан-Паулу. Размер — 65 × 54 см. 

## История и описание

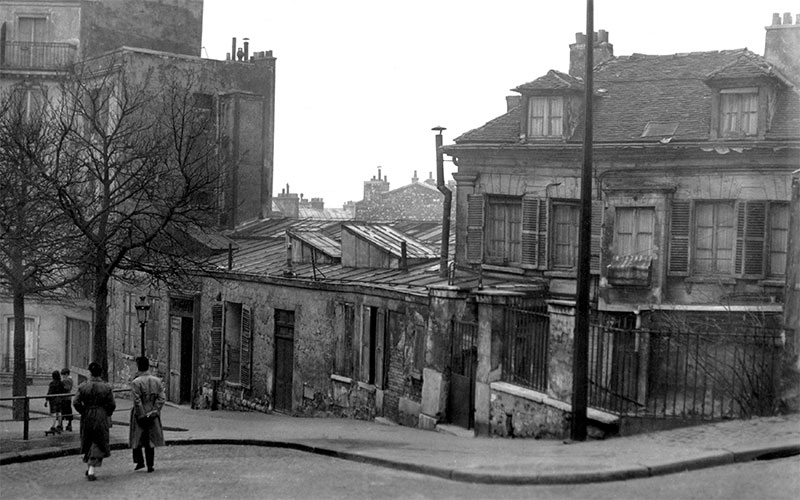
Улица Равиньян, 13, Бато-Лавуар, около 1910 года

На картине изображена оперная певица, исполнительница произведений Вагнера Сюзанна Блох. Она позировала Пикассо в его мастерской, в доме № 13 на улице Равиньян на Монмартре. Портрет написан в характерных для голубого периода холодных тонах. Сюзанна одета в синее платье. Её крупные тёмные локоны уложены в причёску. Сдержанная цветовая гамма картины и лёгкие движения кисти придают лицу выразительность и фокусируют внимание на чёрных глазах. Игра светотени делает лицо объёмным. 

## Критика
Известный бразильский историк искусства Луис Маркес назвал «Портрет Сюзанны Блох» последней картиной голубого периода. Несмотря на некоторые противоречивые дискуссии, общая позиция заключается в том, что портрет во многом определяет закрытие голубого периода Пикассо.

## Провенанс
Изначально портрет принадлежал самой Сюзанне Блох. После её смерти он был приобретён галереей современного искусства Таннхаузер в Мюнхене. Затем картина находилась в частной коллекции принцессы Мехтильды Лихновски в Лондоне, а после — в семье Биберов в Лугано, Швейцария. Во время Второй мировой войны портрет хранился в Национальной галерее искусства в Вашингтоне. В 1947 году он был приобретён бразильским банкиром Уолтером Морейра Саллесом и передан в дар Художественному музею Сан-Паулу.

## Кража
В декабре 2007 года «Портрет Сюзанны Блох» был украден из музея вместе с работой бразильского художника Кандиду Портинари «Сборщик кофе». Преступники совершили ограбление всего за три минуты, используя гидравлический домкрат и лом. Несколько недель спустя картины нашли и вернули в музей. Трое мужчин по обвинению в краже были арестованы. К счастью, картины не пострадали и остались в хорошем состоянии.

## Выставки
Картина экспонировалась в галерее Таннхаузера в Берлине (1913); в Национальном музее изящных искусств в Буэнос-Айресе (1939); в музее де Янга в Сан-Франциско (1940); на знаменитой выставке «От Сезанна до Пикассо» в Лос-Анджелесе (1941); на выставке «A Nova Pintura Francesa» в Рио-де-Жанейро (1949); в музее Пикассо в Барселоне и в Бернском художественном музее (1992); на ретроспективе Пикассо в Музее Пикассо в Париже, проведённой в 1994 году.